# Dysauxes tripunctata
Dysauxes tripunctata là một loài bướm đêm thuộc phân họ Arctiinae, họ Erebidae.